# Benjamin Mouton
Pour les articles homonymes, voir Mouton.
Benjamin Mouton, né le 10 octobre 1948 à Paris, est un architecte français ; il est architecte en chef des monuments historiques et inspecteur général des monuments historiques de 1980 à 2013.

## Biographie
Fils d'un médecin, Benjamin Mouton naît le 10 octobre 1948 à Paris dans le 15e arrondissement. Élève de l'atelier Pingusson à l'école nationale supérieure des beaux-arts puis de l'UP6 à l'école nationale supérieure d'architecture de Paris, il est architecte diplômé par le gouvernement en 1972 et diplômé des Ponts et Chaussées[réf. nécessaire] la même année. Il est également licencié ès lettres (Nanterre) en 1974 et diplômé (major de promotion) du Centre d'études supérieures d'histoire et de conservation des monuments anciens (Chaillot) en 1975. Collaborateur d'Henri lullien puis de Jean Sonnier de 1972 à 1979, il est nommé architecte en chef des monuments historiques en 1980. Sa thèse de concours est consacrée à l'église Notre-Dame d'Écueillé.
À la suite de l'incendie de Notre Dame en 2019, il jette un pavé dans la mare en expliquant sur une chaîne de télévision qu'il est très difficile de faire brûler du "vieux chêne", suggérant une action volontaire.

## Fonctions
Tout d'abord chargé, jusqu'en 1987, des départements du Morbihan et du Finistère où sa mission sur la cathédrale Saint-Corentin de Quimper se poursuit jusqu'en 1993, Benjamin Mouton est ensuite, de 1987 à 1993, chargé des départements de l'Eure et d'Eure-et-Loir. Il est nommé, en 1994, en Seine-Saint-Denis où il est en poste jusqu'en 2011. Il est en outre chargé, à Paris, de l'Arc de triomphe de l'Étoile, du Val-de-Grâce, de l'École des beaux-arts, de l'Hôtel des Invalides et de l'École militaire. En 2000, il est nommé à la cathédrale Notre-Dame de Paris où il prend la suite de Bernard Fonquernie et où Philippe Villeneuve assure sa succession à son départ à la retraite en 2013. 
Il est nommé inspecteur général des monuments historiques en Rhône-Alpes de 1994 à 1998, en Picardie de 1994 à 2002, à Paris de 1998 à 2013, dans les Pays de la Loire de 2000 à 2010 et en région Centre de 2010 à 2013.
Benjamin Mouton est président de la compagnie des architectes en chef des monuments historiques de 1987 à 1990, de la section française du Conseil international des monuments et des sites (ICOMOS) de 2000 à 2006, de l'Académie d'architecture de 2006 à 2009 et de l'Union franco-britannique des architectes. Il est membre, en 2009, du comité exécutif puis vice-président, de 2011 à 2014, d'ICOMOS International.
Professeur à l'École de Chaillot de 1983 à 2016, il est expert auprès du ministère de la Culture pour les coopérations patrimoniales à Riga et en Roumanie et pour les expertises sismiques à Assise et à Sichuan. Il est également expert auprès de l'UNESCO pour le patrimoine mondial d'Angkor, de Moscou et de La Valette. Il assure des missions internationales comme la mission archéologique de protections et consolidation à Doura Europos en Syrie ou de restauration de l'ancien monastère d'Apostolache en Roumanie.

## Distinctions
Benjamin Mouton est chevalier de la Légion d'honneur, officier de l'Ordre national du Mérite, commandeur de l'Ordre des Arts et des Lettres. Il est également commandeur de l'Ordre du Mérite culturel et membre d'honneur de la commission nationale des monuments historiques de Roumanie.